# Снегов, Алексей Владимирович
Алексей Владимирович Снегов (при рождении Иосиф Израилевич Фаликзон; 1898, Киев — 18 сентября 1989, Москва) — советский партийный деятель.
Большевик с апреля 1917 года, более 15 лет провёл в заключении в ГУЛАГе. В годы «хрущёвской оттепели» активно занимался реабилитацией жертв сталинских репрессий. Выступал за глубокую десталинизацию в СССР. Предсказал реванш сталинистов во главе с М. А. Сусловым.

## Биография
Родился в Киеве в 1898 году. В апреле 1917 года вступил в РСДРП(б). В 1918 году стал Секретарём Винницкого подпольного городского комитета КП(б), затем — Подольского подпольного губернского комитета КП(б). Один из руководителей вооружённого восстания против германских оккупантов в Виннице. С февраля по август 1919 года — Ответственный секретарь Подольского губернского комитета КП(б). 1919 год — Секретарь политической комиссии 13-й армии. С октября 1920 по 1921 год — Ответственный секретарь Подольского губернского комитета КП(б). 1929 год — Ответственный секретарь Зиновьевского окружного комитета КП(б) в аппарате ЦК КП(б) Украины. С 15 июня 1930 года — Член ЦК КП(б) Украины. В 1931—1932 годах был заведующим Орготделом и членом Бюро Закавказского краевого комитета ВКП(б). В 1932—1934 годах — Секретарь Иркутского городского комитета ВКП(б). В 1934—1935 годах — Начальник Политического сектора Челябинского областного земельного управления. С 1935 по июнь 1937 года был Парторганизатором ЦК ВКП(б) завода № 15 (Чапаевск); начальник политической части треста «Мурманрыба» Наркомата рыбной промышленности.
В июне 1937 года освобождён от должности и исключён из партии «за связь с врагами народа, за антипартийные троцкистские методы работы», затем арестован и репрессирован по ч. 1 п. 10 ст. 58 УК РСФСР — «контрреволюционная деятельность». 4 января 1939 года Судебная коллегия по уголовным делам Мурманского областного суда вынесла по делу А. В. Снегова оправдательный приговор.. Вернулся в Москву и попытался вернуть партбилет, несмотря на совет А. И. Микояна немедленно уехать из Москвы. 20 января 1939 года был совершён второй арест. 13 июля 1941 года осуждён на 15 лет по пп. 7, 17 ст. 58, п. 8 ст. 59, п. 8 п. 11 ст. 58 УК РСФСР «за участие в правотроцкистской террористической организации, за проведение подрывной деятельности, за приверженность к террористическим методам борьбы против руководителей партии и правительства». В 1953 году доставлен из спецпоселения (Коми АССР) в качестве свидетеля обвинения на процесс Берии и позже возвращён в лагерь. В марте 1954 года освобождён из заключения. Приговор от 13 июля 1941 года был отменён, дело за отсутствием состава преступления — прекращено. 13 марта 1954 года решением Комитета Партийного Контроля при ЦК КПСС А. В. Снегов был восстановлен в партии, с партийным стажем с апреля 1917 года.
В феврале 1956 года по указанию Хрущёва приглашён на XX съезд КПСС в качестве старого коммуниста, уцелевшего после сталинских чисток. После съезда реабилитирован. В 1956 году назначен начальником Политического отдела Главного управления лагерей Министерства внутренних дел СССР, должность была упразднена в 1960 году. С июня 1960 года по сентябрь 1962 года — заместитель главного редактора журнала «К новой жизни» для сотрудников исправительно-трудовых учреждений МВД СССР. В 1964 году вышел на пенсию.
В 1966 году выступил в защиту историка А. М. Некрича на обсуждении его книги «1941, 22 июня» в Институте марксизма-ленинизма при ЦК КПСС. На заседании Политбюро ЦК КПСС 10 ноября 1966 года в дискуссии по вопросам идеологической работы на замечание Суслова: «Вот до сих пор бродит этот шантажист Снегов. А сколько мы об этом уже говорили?» — Брежнев отвечает: «А на самом деле, он не только ходит, он, говорят, принимается во всех отделах ЦК, в других министерствах. Ну, почему этому не положить конец?». В 1967 году исключён из КПСС, но вскоре восстановлен по ходатайству группы старых большевиков. Находился под постоянным надзором КГБ, был подвергнут острой критике в печати, лишился возможности публиковать свои исторические и документальные исследования.
18 сентября 1989 года Снегов был смертельно сбит электропоездом в Москве.
Похоронен на Троекуровском кладбище.